# 智性
智性，也譯為知性、理智、理智直覺、努斯，哲學術語。經常被認為與智能（Intellect）、智力（Intelligence）是同義辭，但是它較常使用在哲學討論中。它被認為是人類心智中所具備的一種能分辨對與錯的直覺能力，牟宗三將它譯為智的直覺。有人認為它是一種在人類心智中運作的知覺能力，位階高於感官。

## 字根
智性（Nous）的字根來自於希臘語：，或希臘語：，原義為「我思」、「我想」。它的現在分詞[νοούμενoν] 错误：{{Lang}}：無法辨識代碼 gre（帮助），形成了本體（Noumenon）這個詞。
在拉丁文中，智性（Nous）譯為拉丁語：，或。後來形成了英文中的智能與智力（Intelligence）的字根。